# Pantone 448 C
Pantone 448 C é uma cor do sistema de cores de Pantone. Descrita como um "marrom (castanho) escuro" e informalmente apelidada de "a cor mais feia do mundo" foi selecionada em 2012 como a cor a ser usada pela indústria do tabaco e nas embalagens de cigarro na Austrália, depois que pesquisadores de mercado determinaram que era a cor visualmente menos atraente para os consumidores.

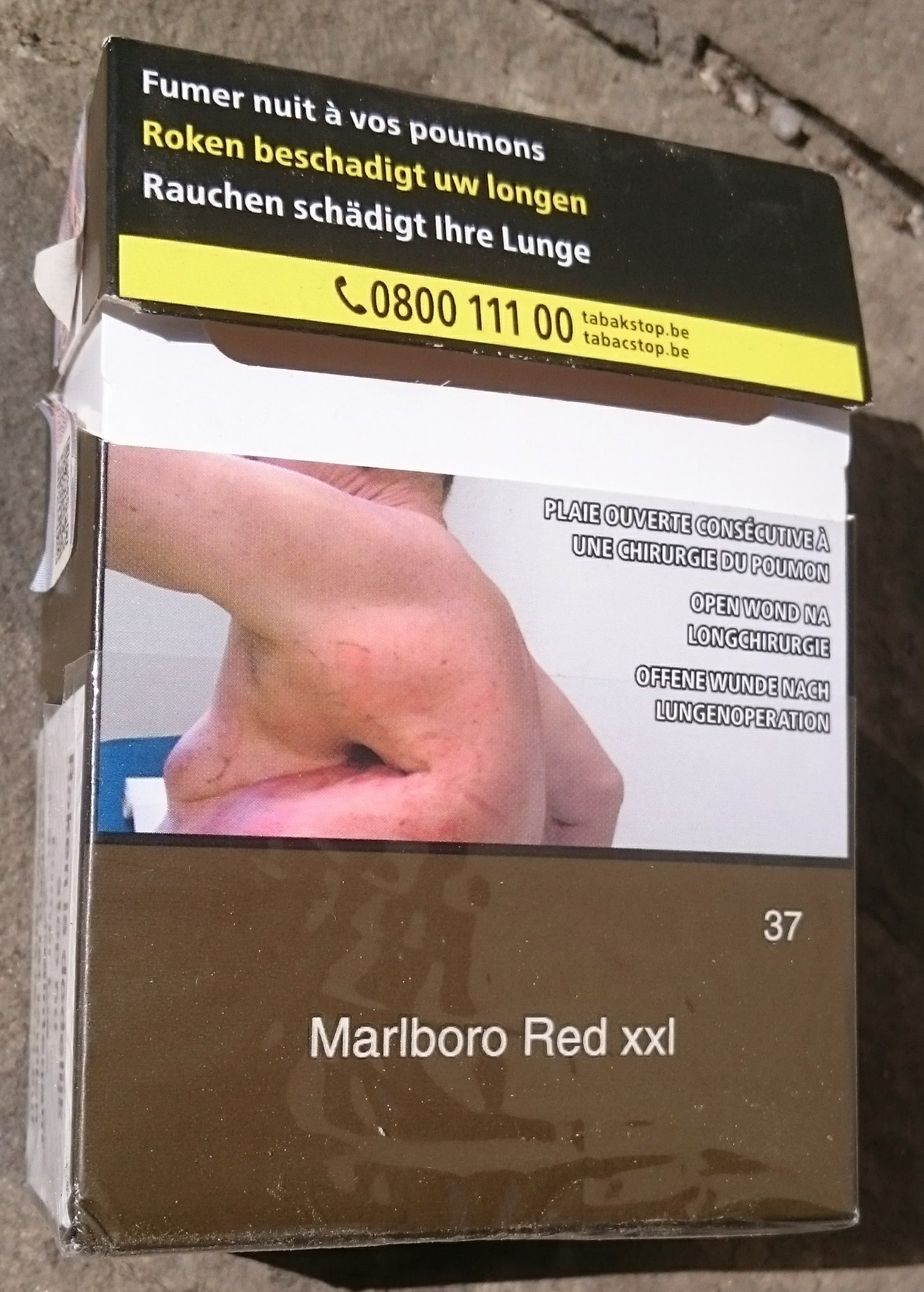
Um maço de cigarros da Bélgica, usando a cor Pantone 448C

O Departamento de Saúde Australiano inicialmente se referiu à cor como "verde oliva", mas o nome foi mudado depois que preocupações foram expressas pela Australian Olive Association.
Desde 2016, a mesma cor também é usada para embalagens de cigarros na França, Reino Unido, Irlanda, Israel, Noruega, Nova Zelândia, Eslovênia, Arábia Saudita, Uruguai, Tailândia, Cingapura, Turquia, Bélgica e Países Baixos, entre outros países.